# Wilhelm Borchers

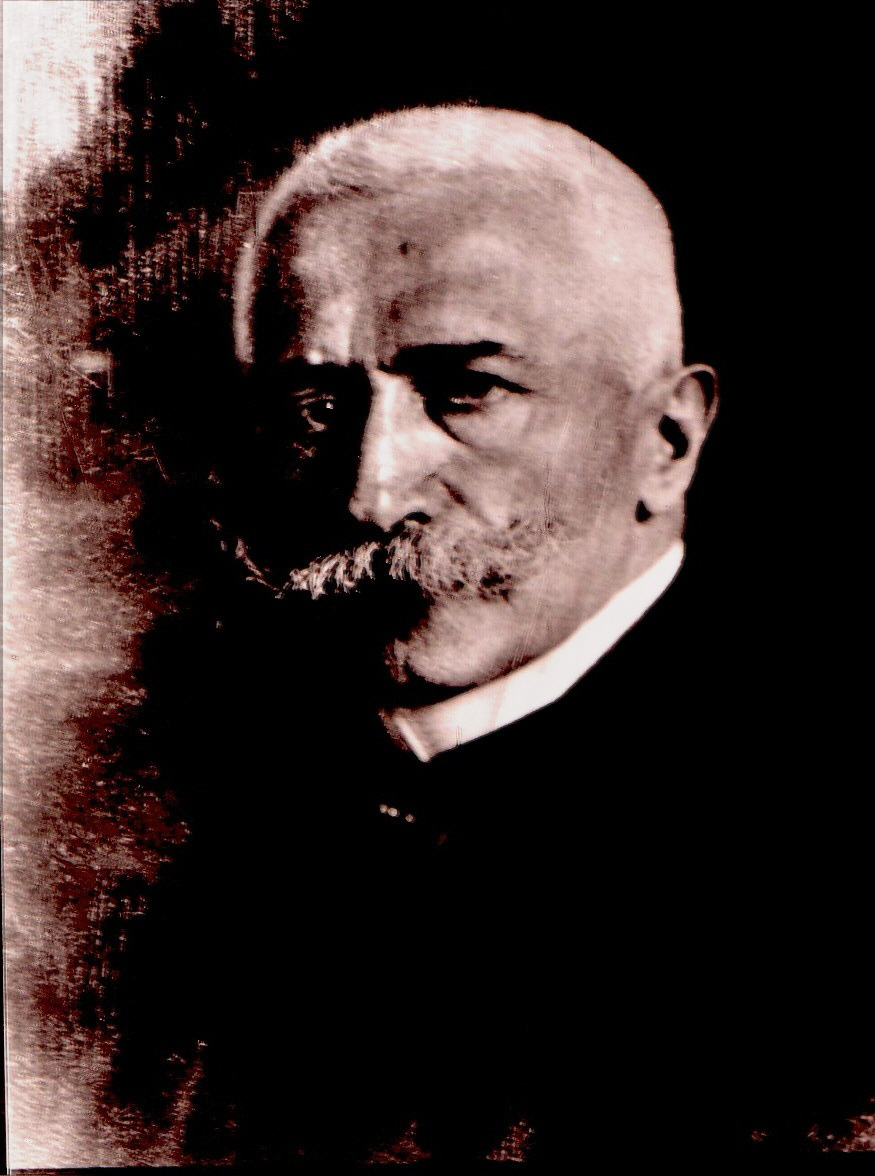
Wilhelm Borchers, um 1904

Johannes Albert Wilhelm Borchers (* 6. Oktober 1856 in Goslar; † 6. Januar 1925 ebenda) war ein deutscher Metallhüttenkundler und 1904 bis 1909 Rektor der RWTH Aachen.

## Ausbildung und erste Schritte
Wilhelm Borchers besuchte das Realgymnasium seiner Geburtsstadt und studierte von 1875 bis 1876 Chemie an der Universität Greifswald und 1876 bis 1878 an der Universität Erlangen. In Erlangen promovierte er am 2. März 1878 mit Auszeichnung zum Dr. phil. Anschließend leistete Borchers bis 1879 seinen Militärdienst als Einjährig-Freiwilliger beim Königlich-Bayrischen Infanterieregiment in München ab. Danach arbeitete er als Chemiker bei der Chemischen Fabrik von Eugen de Haën in Hannover bis zum 1. Januar 1882.
1882 ging Borchers in die USA, wo er zunächst die Stelle des Betriebschemikers bei den Cochrane Chemical Works in Boston bekleidete.  Wenige Monate später tat er sich mit M. Cutler (Boston) und M. Hall (New York) zusammen. Letzteren kannte  er aus München.  Sie betrieben die Chemische Fabrik Colonial Chemical Works in West Medford (Mass.). Bei einem ersten Deutschlandbesuch 1885 verlobte er sich und heiratete beim nächsten am 2. August 1886 in Westpreußen Lucie Martha Ottilie Probst, deren Vater aus Goslar stammte. Aus der Ehe gingen 4 Söhne hervor. 1887 kehrte er nach Deutschland zurück und trat erneut bei Eugen de Haën in Hannover-List ein, wo er die Oberleitung für die Herstellung der metallurgischen, maschinellen, elektrischen und feuerungstechnischen Anlagen erhielt.  1889 bis 1890 stellte  er seine Erfahrungen zusammen und veröffentlichte das Buch „Elektro-Metallurgie“. Es wurde ein Erfolg.

## Zeit in Duisburg und Aachen
1891 bis 1892 nahm Borchers an der Bergakademie Clausthal ein zweisemestriges Studium der Hüttenkunde auf und bildete sich bei den Harzer Hüttenwerken in Maschinen- und Baukonstruktionslehre weiter. 1892 wurde er Lehrer für Metallhüttenkunde und Chemie an der Werkmeisterschule in Duisburg. 1895 übernahm er mit Walther Nernst die Redaktion des Jahrbuchs der Elektrochemie und gab die 2. stark vermehrte Auflage der „Elektro-Metallurgie“ heraus. Bis 1897 arbeitete er als Lehrer der Chemie und chemischen Technologie an der Maschinenbau- und Hüttenschule in Duisburg. Dort lernte Borchers Fritz Wüst kennen, der ein Jahr vor ihm als Lehrer für analytische Chemie in Duisburg eingestellt worden war.
Zum 1. Oktober 1897 wurde Borchers als außerordentlicher Professor für Metallhüttenkunde, Elektrometallurgie und Lötrohrprobierkunst an die  Königliche Technische Hochschule Aachen berufen; nach Verhandlungen mit dem Kultusministerium wurde seine Stelle 1899 in eine etatmäßige Professur umgewandelt. In der Folge erreichte Borchers die Gründung eines Instituts für Metallhüttenkunde und Elektrometallurgie, das 1903 eröffnet wurde. 1899 und 1900 publizierte Borchers gemeinsam mit Wüst zwei Lehr- und Handbücher für Eisenhütten- und Metallhüttenkunde. 1901 setzte er sich dafür ein, dass Wüst zunächst die Vertretung des erkrankten Friedrich Dürre, Professor für Eisenhüttenkunde, übernehmen und zum 1. Oktober 1901 dessen Nachfolge antreten konnte.
Im Jahr 1900 wurde Borchers vom Kollegium zum Wahlsenator und ein Jahr später von seinen Abteilungskollegen zum Abteilungsvorsteher bestimmt. 1904 wurde er schließlich zum Rektor gewählt und 1907 in seinem Amt bestätigt. Drei große Bauprojekte prägten Borchers Amtszeit: der Bau des Reiff-Museums, der Beschluss zum Bau des Instituts für das gesamte Hüttenwesen und der Ankauf des Bahnhofgeländes Templerbend. In seiner Eigenschaft als Rektor der TH Aachen wurde Borchers 1907 auf Lebenszeit ins preußische Herrenhaus berufen.
Nach seinem Rektorat war er zwei weitere Jahre Prorektor und nahm auch in den folgenden Jahren noch weitere Ämter in der akademischen Selbstverwaltung wahr. Borchers lehrte und forschte bis zu seinem Tode am 6. Januar 1925 an der RWTH Aachen. Das Corps Marko-Guestphalia Aachen verlieh ihm 1913 das Altherrenband ehrenhalber; posthum wurde im Jahre 1929 in Aachen noch eine Straße nach ihm benannt.
Nebenbei interessierte er sich sehr für die Genealogie der Sippe Borchers und gab 1912 eine Zusammenfassung seiner Recherchen heraus. Sie enthält auch einen kurzen eigenen Lebenslauf und etliche Kopien eigener Dokumente. Etwa 50 Jahre später ging sein Wunsch in Erfüllung und sie wurden erheblich ergänzt und weitergeführt (nur Blog-Veröffentlichung).
Der später an der TH München tätige Professor für Metallurgie und Metallkunde, Ekkard Heinz Borchers, war der jüngste Sohn aus der ersten Ehe von Wilhelm Borchers. Aus der zweiten Ehe am 15. Oktober 1919 in Goslar mit Sophie Wilhelmine Elise Borchers verw. Grumbrecht aus Goslar gingen keine Kinder hervor. Sie war die Ururenkelin seines Urururgroßvaters. Ihr Vater war Mitinhaber der Chemischen Fabrik Gebr. Borchers, die von seinem Großvater 1807 in Goslar gegründet worden war.
Wilhelm Borchers war Mitglied des Vereins Deutscher Ingenieure (VDI) und des Aachener Bezirksvereins des VDI.

## Borchers-Plakette
Zum Ende seiner Amtszeit rief das Kollegium der RWTH Aachen zu Ehren Borchers eine nach ihm benannte Stiftung ins Leben, die am 1. Juli 1909 gegründet wurde. Die zu seinen Ehren gestiftete Borchers-Plakette wird bis heute Doktoranden der RWTH Aachen verliehen, die ihre Doktorprüfung „mit Auszeichnung“ bestanden haben.
Die Plakette ist eine Anstecknadel und zeigt auf der Vorderseite das Porträt von Wilhelm Borchers. Seit ihrer Einführung wurde sie bisher mehrere hundertmal verliehen.

## Ehrungen
- 1902 Geheimer Regierungsrat
- 1905 Roter Adlerorden 4. Klasse
- 1907 Luxemburger Orden der Eichenkrone, Kommandeur
- 1909 Roter Adlerorden 3. Klasse
- 1911 Dr.-Ing. E. h. der Königlichen Technischen Hochschule Breslau
- 1914 Königlicher Kronen-Orden (Preußen) 2. Klasse
- 1924 Ehrenbürger der TH Aachen